# Lev Dodin
Lev Abramovič Dodin (in russo Лев Абрамович Додин?; Novokuzneck, 14 maggio 1944) è un regista teatrale russo.
Pluripremiato, è stato insignito, tra gli altri, della Maschera d'Oro, del Premio Europa per il teatro e del Premio Stalin. 

## Biografia
Nato in Novokuzneck, Siberia, si trasferì con la famiglia a Leningrado dove frequentò, giovanissimo, un corso teatrale per ragazzi. Nel 1966 ottenne il diploma all'Istituto per il teatro, musica e cinema della stessa città, dove dal 1989 lavora in qualità di insegnante di regia teatrale.
Dal 1973 iniziò una proficua collaborazione con il Malyj teatr di San Pietroburgo, dove si cimentò nella direzione di alcuni classici della drammaturgia russa: si impose all'attenzione del pubblico e della critica già dalla prima messinscena, il Con i propri ci si arrangia di Aleksandr Nikolaevič Ostrovskij. In seguito allestì, oltre ai classici nazionali, anche opere di autori stranieri come Karel Čapek, Tennessee Williams, Brian Friel.
Dal 1983 è direttore artistico del Malyj teatr di San Pietroburgo. Negli anni novanta si è cimentato in alcune regie operistiche. Nel gennaio del 1992 a Parigi ha tenuto un corso per l'École des Maîtres dal titolo Un corso esemplare di didattica teatrale.

Nel 2000 viene insignito del VIII Premio Europa per il teatro, con la seguente motivazione:
Allievo di uno dei più fedeli allievi di Stanislavskij, Lev Dodin, sceso giovanissimo dalla natia Siberia nelle capitali della vecchia Russia, ha dedicato la propria vita alla scuola, mai scissa dalla pratica, e di lì è partito formando una compagnia intesa come grande famiglia, con il culto dell’assieme e di un lavoro artigianale, ancora prima che il Maestro fosse chiamato nel 1983 a dirigere il Malyj per farne un teatro guida di questa fine secolo. La casa nasce come spettacolo del suo gruppo diplomato all’Istituto di Leningrado, dopo mesi di permanenza nel paese del Nord dove Fëdor Abramov aveva scritto il suo romanzo sui problemi della vita contadina, ricreato sulla scena a colpi di improvvisazione per arrivare alla reale concretezza ritrovata in Fratelli e sorelle: questa tragica epopea del kolkos ispirata dallo stesso autore a metà degli anni ’80, svolge in otto ore emozionanti, dove il pianto e il riso si rincorrono, una ricerca sulla “grande anima russa” che costituisce una costante per il regista come l’analisi polemica della storia del suo paese, con una preferenza per la rielaborazione della narrativa. Un culmine in questo senso è rappresentato dalla messinscena di un classico a lungo di fatto proibito come I demoni dostoevskiani, provati per tre anni e da nove puntualmente ripresi dal Malyj in dieci ore di parole e di visioni da brivido, che già implicano un discorso sullo spirito rivoluzionario di un popolo fungendo da preambolo alla metafora dell’utopia suicida espressa da Andrej Platonov in Cevengur, recente capolavoro scenico galleggiante sull’acqua, come la Commedia senza titolo di Čechov, tradotta da Dodin in una danza dentro il Novecento. Su un piano di neve vive invece Gaudeamus, primo degli spettacoli montati con i giovani della Scuola, satira dell’addestramento sovietico al servizio militare rimasto purtroppo di piena attualità, e parte del repertorio incentrato sull’uomo del nostro tempo che la compagnia propone al suo pubblico naturale allargato a tutto il mondo, restituendoci il senso di un teatro necessario.
In quell'occasione, nell'aprile del 2000 al Palazzo dei Congressi di Taormina, mette in scena La casa di Fëdor Abramov e la prima mondiale di Molly Sweeney di Brian Friel. Nell'aprile del 2011, al Malyj di San Pietroburgo, in occasione della XIV edizione del Premio Europa per il teatro, presenta il suo nuovo spettacolo Le tre sorelle di Čechov. Nel novembre del 2018, per la XVII edizione del Premio, mette in scena la sua personale versione dell'Amleto di Shakespeare, al Malyj di San Pietroburgo.